# Happy Together (programa de televisión)
Happy Together (en hangul, 해피투게더; romanización revisada, Haepitugedeo), es un espectáculo de variedades de Corea del Sur transmitido desde el 8 de noviembre del 2001 por medio de la cadena KBS2. 
En marzo del 2020 se anunció que la cuarta temporada, sería la última del programa, el cual finalizaría en abril del mismo año.

## Segmentos

### Challenge! Memorize Song
El segmento de la tercera temporada Challenge! Memorize Song (도전! 암기송) tiene lugar dentro de un sauna, donde los presentadores y los invitados deben cantar correctamente una canción para poder escapar del sauna. Los que logran escapar pueden disfrutar de la comida y las bebidas mientras observan al resto de los competidores sufriendo dentro del sauna, la última persona dentro, es el perdedor y recibe un doloroso masaje.

### Don't Laugh In The Sauna!
Uno de los segmentos de la tercera temporada In Don't Laugh In The Sauna! (웃지마! 사우나), donde los anfitriones "platican" con los invitados en un dialecto para hacerlos reír, esas conversaciones generalmente se centran en lo que una típica "madre coreana" diría, pierden los que se ríen y rociados con una pistola de agua. Cada uno de los miembros cuenta con un recipiente transparente de plástico que pueden utilizar para protegerse del agua.

### Study Quick, If Incorrect, Metal Trays Will Hit!
Durante uno de los segmentos de la segunda temporada Study Quick, If Incorrect, Metal Trays Will Hit! (벼락치기, 달달 외워~ 못 외우면 쟁반 맞아!) o el piloto Study Quick, If Incorrect, Raise Your Hands! (벼락치기, 달달 외워~ 못 외우면 손들어!), las dos celebridades y sus amigos competirían por una cena gratis después del show para que pudieran ponerse al día.
El objetivo del juego era identificar correctamente ciertos objetos y/o personas después de estudiarlos por 30 minutos, la imagen del objeto o la persona se colocaba en una cinta transportadora y pasaba frente a cada participante mientras usaban auriculares, mientras debían identificar correctamente lo que era, si se equivocaban eran golpeados con bandejas de metal (o los hacían levantar sus manos como en el episodio piloto). El equipo con más puntos ganaba la cena gratis.

### Metal Tray Karaoke Room
Durante el segmento de la primera temporada Metal Tray Karaoke Room (쟁반노래방), los invitados debían cantar una canción (generalmente un villancico infantil) en varios turnos, cantando correctamente la línea que les había tocado. Tres tarjetas de oportunidades estaban disponibles para facilitar el canto y tan pronto cuando alguien cometía un error, las bandejas de metal que se encontraban sobre sus cabezas caían sobre ellos.

### Metal Tray Drama
Durante el segmento de la primera temporada The Metal Tray Drama (쟁반극장), el cual contaba con los presentadores del programa Shin Dong-yup y Lee Hyori, y otros dos invitados, se dividían en dos equipos (conformado por 1 presentador + 1 invitado) donde debían representar una escena de una película o drama. Por lo general los segmentos estaban llenos de travesuras y actos divertidos, cualquier persona que se riera u olvidara lo que tenían que hacer (conocido como NG) serían golpeados por una bandeja de metal en la cabeza.

### Do Re Mi Kong Kong Kong
Durante este segmento de la primera temporada Do Re Mi Kong Kong Kong (도레미 콩콩콩) el cual presentaba a los Do Re Mi 7 Siblings (도레미칠남메), contaba con los presentadores Yoo Jae-suk y Kim Je-dong más cinco invitados, donde juntos debían recitar una canción infantil con un teclado de tamaño humano que se encontraba colgando del techo, cada uno de ellos tenía asignada una nota (Do, Re, Mi, Fa, So, La, Ti, Do) y cuando era el turno de la nota correspondiente, cada uno debía saltar y golpearla con la cabeza. Los miembros tenían cuatro oportunidades para hacerlo correctamente, si se equivocaban, el grupo era castigado con un mazo de plástico.

## Miembros

### Presentadores actuales
| Artista      | Segmento              | No. de Episodios | Duración        |
| ------------ | --------------------- | ---------------- | --------------- |
| Yoo Jae-suk  | Principal             | 1 - presente     | 2001 - presente |
| Jo Se-ho     | "Happy Together Town" | 358 - presente   | 2014 - presente |
| Jun Hyun-moo | "Happy Together Town" | 418 - presente   | 2015 - presente |

### Antiguos presentadores
| Artista        | Segmento (Temporada)                           | Episodios                                         | Duración                             |
| -------------- | ---------------------------------------------- | ------------------------------------------------- | ------------------------------------ |
| Park Myeong-su | "Happy Together Town"                          | 1 - 396, 298 - 425, 427 - 557                     | 2007 - 2018                          |
| Uhm Hyun-kyung | "Happy Together Town"                          | 438 - 557                                         | 2016 - 2018                          |
| Kim Soo-yong   | "Legendary Big Mouth"                          | 500 - 554                                         | 2017 - 2018                          |
| Kim Yong-man   | "Legendary Big Mouth"                          | 500 - 554                                         | 2017 - 2018                          |
| Ji Suk-jin     | "Legendary Big Mouth"                          | 500 - 554                                         | 2017 - 2018                          |
| Park Soo-hong  | "Legendary Big Mouth"                          | 501 - 554                                         | 2017 - 2018                          |
| Kim Poong      | -                                              | 418 - 437                                         | 2015 - 2016                          |
| Kim Shin-young | -                                              | 358 - 417                                         | 2014 - 2015                          |
| Park Mi-sun    | -                                              | 29 - 417                                          | 2008 - 2015                          |
| Shin Bong-sun  | "Happy Together Friends" "Happy Together Town" | 105 - 112 1 - 357                                 | 2007 2007 - 2014                     |
| Park Jun-gyu   | -                                              | 1 - 28                                            | 2007 - 2008                          |
| Park Jun-gyu   | -                                              | 1 - 28                                            | 2007 - 2008                          |
| Heo Kyung-hwan | -                                              | 117, 160, 182, 215, 226 - 357, 437, 437, 525, 545 | 2009, 2010, 2011 - 2014, 2016, 2018  |
| Choi Hyo-jong  | -                                              | -                                                 | -                                    |
| Jung Beom-gyun | -                                              | -                                                 | -                                    |
| Kim Won-hyo    | -                                              | -                                                 | -                                    |
| Eugene         | "Happy Together Friends"                       | 90 - 112, + Piloto                                | -                                    |
| Tak Jae-hoon   | "Happy Together Friends"                       | 1 - 52, + Piloto                                  | -                                    |
| Kim Ah-joong   | "Happy Together Friends"                       | 1 - 39, 41 - 52                                   | -                                    |
| Lee Hyori      | "Happy Together" "Happy Together Friends"      | 23 - 103 53 - 68, 70 - 89                         | 2002 - 2003 2001 - 2003, 2006 - 2007 |
| Lee Soo-geun   | "Happy Together Friends"                       | 54 - 104                                          | 2006 - 2007                          |
| Kim Je-dong    | "Happy Together"                               | 104 - 179                                         | 2003 - 2005                          |
| Shin Dong-yup  | "Happy Together"                               | 1 - 103                                           | 2001 - 2003                          |
| Yoo Seung-jun  | "Happy Together"                               | 1 - 13                                            | 2001 - 2002                          |

### Presentadores especiales
| Nombre         | Ocupación   | No. de Episodios | Episodios donde apareció | Duración |
| -------------- | ----------- | ---------------- | ------------------------ | -------- |
| Han Ji-min     | Actriz      | -                | -                        | 2018     |
| Hwang Min-hyun | Cantante    | -                | -                        | 2018     |
| Ji Sang-ryeol  | Actor       | -                | -                        | 2018     |
| Defconn        | Presentador | 1                | 426                      | 2015     |
| Jo Woo-jong    | -           | 1                | 397                      | 2015     |
| Hyun Young     | -           | 1                | 397                      | 2006     |
| Tim            | Cantante    | 1                | 132                      | 2004     |
| Choi Soo-jong  | -           | 2                | 21, 23                   | 2002     |
| Kim Jang-hoon  | -           | 1                | 17                       | 2002     |
| Cha Tae-hyun   | -           | 1                | 14                       | 2002     |
| Kim Tae-woo    | -           | 1                | 13                       | 2002     |
| Im Chang-jung  | -           | 1                | 2                        | 2001     |

### Artistas invitados
El programa ha tenido como invitados a varios artistas del espectáculo. (Para ver la lista completa de invitados ir a Elenco de Happy Together.)
| Nombre         | Ocupación                            | N.º de Episodios | Episodios donde apareció | Duración                      |
| -------------- | ------------------------------------ | ---------------- | ------------------------ | ----------------------------- |
| Rowoon         | Cantante / Miembro de SF9            | -                | -                        | 2020                          |
| Joy            | Cantante / Miembro de Red Velvet     | -                | -                        | 2020                          |
| Kim Dong-hee   | Actor                                | 2                | 17-18                    | 2019                          |
| Taemin         | Cantante / Miembro de SHINee         | 2                | -                        | 2017                          |
| Onew           | Cantante / Miembro de SHINee         | 1                | -                        | 2011                          |
| Song Joong-ki  | Actor                                | 1                | -                        | 2010                          |
| Lee Je-hoon    | Actor                                | 2                | -                        | 2012, 2016                    |
| Lee Ki-kwang   | Cantante / Miembro de Highlight      | 5                | -                        | 2011 - 2012, 2013, 2015, 2017 |
| Son Dong-woon  | Cantante / Miembro de Highlight      | 2                | -                        | 2017                          |
| Yoon Doo-joon  | Cantante / Miembro de Highlight      | 5                | -                        | 2012, 2013, 2014, 2017        |
| Yong Jun-hyung | Cantante / Miembro de Highlight      | 2                | -                        | 2016                          |
| Yoseob         | Cantante / Miembro de Highlight      | 1                | -                        | 2013                          |
| Lee Jong-suk   | Actor                                | 1                | -                        | 2012                          |
| Ahn Hyo-seop   | Actor                                | 1                | -                        | 2017                          |
| Lee Jun-ho     | Cantante / Miembro de 2PM            | 3                | 498                      | 2010, 2017                    |
| Ok Taecyeon    | Rapero / Miembro de 2PM              | 4                | -                        | 2010, 2013, 2014              |
| Nichkhun       | Cantante / Miembro de 2PM            | 3                | -                        | 2010, 2012                    |
| Wooyoung       | Cantante / Miembro de 2PM            | 2                | -                        | 2010, 2012                    |
| Jun. K         | Cantante / Miembro de 2PM            | 1                | -                        | 2010                          |
| Chansung       | Cantante / Miembro de 2PM            | 1                | -                        | 2010                          |
| Seo In-guk     | Actor                                | 2                | -                        | 2010, 2013                    |
| Kim Jae-young  | Actor                                | 1                | -                        | 2015                          |
| Kim Dong-jun   | Cantante / Miembro de ZE:A           | 1                | -                        | 2017                          |
| Kwanghee       | Cantante / Miembro de ZE:A           | 10               | -                        | 2011, 2012, 2013, 2014, 2015  |
| Park Hyung-Sik | Cantante / Miembro de ZE:A           | 2                | -                        | 2013, 2014                    |
| Minwoo         | Cantante / Miembro de ZE:A           | 1                | -                        | 2014                          |
| Im Si-wan      | Cantante / Miembro de ZE:A           | 1                | 330                      | 2013                          |
| Park Bo-young  | Actriz                               | 1                | 210                      | 2011                          |
| Heechul        | Cantante / Miembro de Super Junior   | 5                | -                        | 2007, 2009, 2015, 2017        |
| Leeteuk        | Cantante / Miembro de Super Junior   | 3                | -                        | 2010, 2011, 2017              |
| Shindong       | Cantante / Miembro de Super Junior   | 3                | -                        | 2007, 2010, 2017              |
| Siwon          | Cantante / Miembro de Super Junior   | 1                | -                        | 2014                          |
| Eunhyuk        | Cantante / Miembro de Super Junior   | 1                | -                        | 2010                          |
| Kyuhyun        | Cantante / Miembro de Super Junior   | 2                | -                        | 2013, 2014                    |
| Yesung         | Cantante / Miembro de Super Junior   | 1                | -                        | 2011                          |
| Kang-in        | Cantante / Miembro de Super Junior   | 2                | -                        | 2007, 2008                    |
| Henry Lau      | Cantante / Miembro de Super Junior-M | 6                | -                        | 2013, 2014, 2015, 2016, 2017  |
| Lee Sung-kyung | Actriz / Modelo                      | 1                | -                        | 2015                          |
| G-Dragon       | Cantante / Miembro de BIG BANG       | 1                | -                        | 2015                          |
| T.O.P          | Cantante / Miembro de BIG BANG       | 1                | -                        | 2015                          |
| Taeyang        | Cantante / Miembro de BIG BANG       | 1                | -                        | 2015                          |
| Seungri        | Cantante / Miembro de BIG BANG       | 1                | -                        | 2015                          |
| Daesung        | Cantante / Miembro de BIG BANG       | 1                | -                        | 2015                          |
| Jackson        | Rapero / Miembro de Got7             | 1                | -                        | 2015                          |
| Choi Tae-joon  | Actor                                | 1                | -                        | 2016                          |
| Jo Kwon        | Cantante / Miembro de 2AM            | 5                | -                        | 2010, 2011, 2012, 2013, 2015  |
| Jeong Jin-woon | Cantante / Miembro de 2AM            | 3                | -                        | 2010, 2013                    |
| Lim Seulong    | Cantante / Miembro de 2AM            | 1                | -                        | 2013                          |
| Lee Changmin   | Cantante / Miembro de 2AM y Homme    | 2                | -                        | 2010, 2012                    |
| Jung Yong-hwa  | Cantante / Miembro de CNBLUE         | 2                | -                        | 2010, 2011                    |
| Lee Seung-gi   | Cantante                             | 1                | -                        | 2007                          |
| Zico           | Rapero / Miembro de Block B          | 4                | -                        | 2016, 2017                    |
| Park Kyung     | Rapero / Miembro de Block B          | 1                | -                        | 2017                          |
| Sungjae        | Cantante / Miembro de BtoB           | 2                | -                        | 2015, 2016                    |
| Eunkwang       | Cantante / Miembro de BtoB           | 1                | -                        | 2016                          |
| Seolhyun       | Cantante / Miembro de AOA            | 2                | -                        | 2015, 2016                    |
| Hani           | Cantante / Miembro de EXID           | 2                | -                        | 2015, 2017                    |
| Solji          | Cantante / Miembro de EXID           | 1                | -                        | 2017                          |
| Kang Daniel    | Cantante / Miembro de WANNA·ONE      | 3                | -                        | 2017                          |
| Ong Seong-wu   | Cantante / Miembro de WANNA·ONE      | 3                | -                        | 2017                          |
| Hwang Min-hyun | Cantante / Miembro de WANNA·ONE      | 3                | -                        | 2017                          |
| Yoon Ji-sung   | Cantante / Miembro de WANNA·ONE      | 3                | -                        | 2017                          |
| Park Ji-hoon   | Cantante / Miembro de WANNA·ONE      | 3                | -                        | 2017                          |
| Lee Soo-geun   | Comediante                           | 2                | 454, 490                 | 2016, 2017                    |
| Chanyeol       | Cantante / Miembro de EXO            | 1                | -                        | 2016                          |
| Kai            | Cantante / Miembro de EXO            | 2                | -                        | 2016                          |
| Suho           | Cantante / Miembro de EXO            | 1                | -                        | 2016                          |
| Chen           | Cantante / Miembro de EXO            | 1                | -                        | 2016                          |
| Cao Lu         | Cantante / Miembro de Fiestar        | 1                | -                        | 2016                          |
| Eric Nam       | Cantante                             | 1                | -                        | 2015                          |
| B.I            | Cantante / Miembro de IKON           | 1                | -                        | 2015                          |
| Bobby          | Cantante / Miembro de IKON           | 1                | -                        | 2015                          |
| Jackie Chan    | Actor                                | 1                | -                        | 2014                          |
| Sungkyu        | Cantante / Miembro de INFINITE       | 2                | -                        | 2013, 2014                    |
| Rain           | Cantante                             | 4                | -                        | 2002, 2003, 2004, 2008        |
| Kim Jong-kook  | Cantante                             | 8                | -                        | 2002, 2005, 2008              |
| Baro           | Rapero / Miembro de B1A4             | 1                | -                        | 2014                          |
| Jinyoung       | Cantante / Miembro de B1A4           | 1                | -                        | 2014                          |
| Yunho          | Cantante / Miembro de TVXQ           | 2                | -                        | 2008, 2011                    |
| Changmin       | Cantante / Miembro de TVXQ           | 1                | -                        | 2011                          |
| Kim Jae-joong  | Cantante / Miembro de TVXQ           | 1                | -                        | 2008                          |
| Park Yoochun   | Cantante / Miembro de TVXQ           | 2                | -                        | 2006, 2008                    |
| PSY            | Cantante                             | 2                | -                        | 2002, 2006                    |
| Lee Kwang-soo  | Actor                                | 1                | -                        | 2011                          |
| Jeon So-min    | Actriz                               | 1                | -                        | 2014                          |

## Episodios
- Entre el 2005 y el 2007 el programa emitió 4 especiales.
- La primera temporada transmitida del 8 de noviembre del 2001 al 28 de abril del 2005 estuvo conformada por 179 episodios.
- La segunda temporada emitida del 5 de mayo del 2005 al 21 de junio del 2007 estuvo conformada por 112 episodios + un episodio piloto (emitido el 14 de febrero del 2005).
- La tercera temporada transmitida desde el 5 de julio del 2007 hasta ahora, ha emitido 515 episodios.

### Emisión
El programa se emite con regularidad todos los jueves a las 23:05 (KST - hora estándar de Corea), comenzó a transmitirse en HD el 17 de marzo del 2011.

## Premios y nominaciones
| Año  | Categoría                                         | Premio                       | Nominado (a)   | Resultado |
| ---- | ------------------------------------------------- | ---------------------------- | -------------- | --------- |
| 2019 | Best Teamwork                                     | KBS Entertainment Awards     | Happy Together | Ganó      |
| 2016 | Best Teamwork Award                               | 15th KBS Entertainment Award | Happy Together | Ganó      |
| 2016 | Rookie Award – Talk Show                          | 15th KBS Entertainment Award | Uhm Hyun-kyung | Ganó      |
| 2016 | Excellence Award – Talk Show                      | 15th KBS Entertainment Award | Jun Hyun-moo   | Ganó      |
| 2015 | High Excellence Award – Variety Show              | 14th KBS Entertainment Award | Park Myung-soo | Nominado  |
| 2014 | Grand Award (Daesang)                             | 3th KBS Entertainment Award  | Yoo Jae-suk    | Ganó      |
| 2014 | Female Excellence Award – Entertainment Category  | 3th KBS Entertainment Award  | Kim Shin-young | Nominada  |
| 2013 | Grand Award (Daesang) for Television              | 49th Baeksang Arts Award     | Yoo Jae-suk    | Ganó      |
| 2011 | Outstanding Writer Award – Entertainment Category | 10th KBS Entertainment Award | Jo Ki-bum      | Nominado  |
| 2010 | Best Teamwork Award                               | 9th KBS Entertainment Award  | Happy Together | Nominada  |
| 2010 | Best Entertainer Award                            | 9th KBS Entertainment Award  | Park Myeong-su | Nominado  |
| 2009 | Most Outstanding Award – Entertainment Category   | 8th KBS Entertainment Award  | Park Mi-sun    | Nominada  |
| 2009 | Outstanding Award – Entertainment Category        | 8th KBS Entertainment Award  | Shin Bong-sun  | Nominada  |
| 2008 | Outstanding Award – Entertainment Category        | 7th KBS Entertainment Award  | Shin Bong-sun  | Nominada  |
| 2007 | Viewer's Choice Best Program Award                | 6th KBS Entertainment Award  | Happy Together | Nominado  |
| 2005 | Grand Award (Daesang)                             | 4th KBS Entertainment Award  | Yoo Jae-suk    | Ganó      |
| 2005 | Most Outstanding Award – Entertainment Category   | 4th KBS Entertainment Award  | Tak Jae-hoon   | Nominado  |
| 2003 | Most Outstanding Idea Award                       | 2nd KBS Entertainment Award  | Happy Together | Nominado  |
| 2003 | Most Outstanding Award – Entertainment Category   | 2nd KBS Entertainment Award  | Yoo Jae-suk    | Nominado  |
| 2003 | Rookie of the Year Award                          | 42nd KBS Entertainment Award | Kim Je-dong    | Nominado  |
| 2002 | Grand Award (Daesang)                             | 1st KBS Entertainment Award  | Shin Dong-yup  | Ganó      |
| 2002 | Best Program Award                                | 1st KBS Entertainment Award  | Happy Together | Nominado  |
| 2002 | Rookie of the Year Award                          | 1st KBS Entertainment Award  | Lee Hyori      | Nominada  |

## Producción
La dirección está a cargo de Park Min-jeong, Kim Hyung-seok y Shim Jae-hyun. En el área de la escritura cuenta con los escritores Lee Min-jeong, Kim Min-ji, Shin Jae-kyung, Yang Gyu-ok, Noh Ji-yeon, Kim Do-eun y Jung Mi-rae.
La producción ejecutiva está en manos de Lee Se-hee, y es distribuido por "KBS World". 
El 7 de julio del 2011 durante su tercera temporada el programa celebró su episodio número 200.

### Popularidad
El programa fue el espectáculo más popular en KBS del 2002 al 2003, y continuó su éxito por más temporadas. 
Ha marcado las calificaciones más altas en su horario de emisión (jueves por la noche) desde su inicio. Cada semana, entr el 10-25% de los espectadores ven sus episodios. Debido a su popularidad, cadenas como la SBS y la MBC siempre se encuentran en competencia con programas emitidos durante el mismo horario.
Actualmente Happy Together es uno de los espectáculos más populares en los canales coreanos gratuitos.